# Katherine Fitch
Katherine "Katie" Fitch est un personnage fictif de la série britannique Skins interprété par Megan Prescott.

## Biographie du personnage
Katie Fitch est la sœur jumelle d'Emily Fitch. Elle est populaire et dynamique. Un peu superficielle, elle se montre arrogante envers ceux sur qui elle est en position de supériorité, et notamment sa sœur, envers qui elle semble peu attachée au premier abord. Elle est en couple avec Danny Guillermo durant la saison 3. Elle et Emily Fitch ont leur propre langage, avec lequel elles se parlaient quand elles étaient petites. Au cours des épisodes "Emily and Katie" (3-09) et "Emily" (4-02), on peut les entendre utiliser un peu ce langage.
Après s'être séparée de son petit copain, elle sortira avec Freddie, bien que ce dernier éprouve toujours des sentiments très forts pour Effy. Dans l'épisode consacré à cette dernière, elle réalise cet état de fait et exige qu'Effy laisse Freddy tranquille, allant jusqu'à lui tirer les cheveux et lui cracher au visage. Effy étant sous l'influence de champignons hallucinogènes, elle l'assomme avec une pierre. Le reste du groupe finit toutefois par comprendre ce qui s'est passé et renie Effy.
Katie passe quelque temps à l'hôpital après avoir reçu quelques points de suture. Elle reste alitée quelques jours, puis décide d'aller s'acheter une robe pour aller au bal organisé par le lycée. Elle refuse de croire à l'homosexualité de sa sœur, mais cette dernière lui fait comprendre que si elles se ressemblent, elles sont très différentes et qu'elle doit la laisser vivre ses propres expériences. 
Dans la saison 4, elle a un nouveau petit copain et n'est plus comme avant, le jour où elle apprendra qu'elle est stérile, elle le plaquera et passera son temps avec sa sœur Emily Fitch, qui vit une phase difficile avec sa petite amie Naomi.